# Atletica leggera ai Giochi della XXVI Olimpiade - Maratona femminile

Video della gara

La maratona ha fatto parte del programma femminile di atletica leggera ai Giochi della XXVI Olimpiade. La competizione si è svolta il 28 luglio 1996 nella città di Atlanta, con arrivo nello Stadio Olimpico, con partenza alle 7:05.

## Presenze ed assenze delle campionesse in carica
| Competizione      | Atleta            | Prestazione | Atlanta 1996 |
| ----------------- | ----------------- | ----------- | ------------ |
| Olimpiadi 1992    | Valentina Egorova | 2h32'41”    | Presente     |
| Commonwealth 1994 | Carole Rouillard  | 2h30'41”    | Assente      |
| Europei 1994      | Manuela Machado   | 2h29'54”    | Presente     |
| Asiatici 1994     | Zhong Huandi      | 2h29'32”    | Assente      |
| Mondiali 1995     | Manuela Machado   | 2h25'39”    | Presente     |

1. ↑  La maratona è stata di 400 metri più breve della consueta distanza.

## Finale
Domenica, 28 luglio. Arrivo nel Centennial Olympic Stadium di Atlanta.
La tedesca Uta Pippig parte su ritmi alti, ma dopo meno di 20 km è già ripresa. Si ritrovano in testa Fatuma Roba, Yuko Arimori, Manuela Machado e Valentina Egorova. Il passaggio a metà gara è di 1h12'31".

Fatuma Roba dà una sferzata ed aumenta il ritmo. Al 30º km (1h42'57") ha già un vantaggio di un minuto sul gruppo di testa. Negli ultimi 12 km raddoppia il vantaggio e vince con un distacco record di due minuti. La Egorova si libera della Arimori e giunge seconda. La giapponese si deve guardare da Katrin Dörre, guadagnando a fatica il bronzo. La neozelandese Lorraine Moller, alla bell'età di 41 anni, conclude in 2h42'21" al 46º posto, diventando l'unica atleta ad aver partecipato a tutte e quattro le maratone olimpiche.

Ben 67 delle 88 partenti concludono la gara.

## Ordine d'arrivo
| Posizione | Atleta                     | Paese          | Tempo   | Note |
| --------- | -------------------------- | -------------- | ------- | ---- |
| Oro       | Fatuma Roba                | Etiopia        | 2h26:05 |      |
| Argento   | Valentina Yegorova         | Russia         | 2h28:05 |      |
| Bronzo    | Yuko Arimori               | Giappone       | 2h28:39 |      |
| 4         | Katrin Dörre-Heinig        | Germania       | 2h28:45 |      |
| 5         | Rocío Ríos                 | Spagna         | 2h30:50 |      |
| 6         | Lidia Simon                | Romania        | 2h31:04 |      |
| 7         | Manuela Machado            | Portogallo     | 2h31:11 |      |
| 8         | Sonja Krolik               | Germania       | 2h31:16 |      |
| 9         | Ren Xiujuan                | Cina           | 2h31:21 |      |
| 10        | Anne Marie Lauck           | Stati Uniti    | 2h31:30 |      |
| 11        | Małgorzata Sobańska        | Polonia        | 2h31:52 |      |
| 12        | Izumi Maki                 | Giappone       | 2h32:35 |      |
| 13        | Ornella Ferrara            | Italia         | 2h33:09 |      |
| 14        | Mónica Pont                | Spagna         | 2h33:27 |      |
| 15        | Angelina Kanana            | Kenya          | 2h34:19 |      |
| 16        | Liz McColgan               | Regno Unito    | 2h34:30 |      |
| 17        | Junko Asari                | Giappone       | 2h34:31 |      |
| 18        | Franziska Rochat-Moser     | Svizzera       | 2h34:48 |      |
| 19        | Griselda González          | Argentina      | 2h35:12 |      |
| 20        | Jong Song-Ok               | Corea del Nord | 2h35:31 |      |
| 21        | Irina Bogacheva            | Kirghizistan   | 2h35:44 |      |
| 22        | Iglandini González         | Colombia       | 2h35:45 |      |
| 23        | Serap Aktaş                | Turchia        | 2h36:14 |      |
| 24        | Alena Mazouka              | Bielorussia    | 2h36:22 |      |
| 25        | Marleen Renders            | Belgio         | 2h36:27 |      |
| 26        | Kim Chang-ok               | Corea del Nord | 2h36:31 |      |
| 27        | Albertina Dias             | Portogallo     | 2h36:39 |      |
| 28        | Kerryn McCann              | Australia      | 2h36:41 |      |
| 29        | Aniela Nikiel              | Polonia        | 2h36:44 |      |
| 30        | Oh Mi-ja                   | Corea del Sud  | 2h36:54 |      |
| 31        | Linda Somers               | Stati Uniti    | 2h36:58 |      |
| 32        | Danuta Bartoszek           | Canada         | 2h37:06 |      |
| 33        | María del Carmen Díaz      | Messico        | 2h37:14 |      |
| 34        | Nelly Glauser              | Svizzera       | 2h37:19 |      |
| 35        | Ramilya Burangulova        | Russia         | 2h38:04 |      |
| 36        | Judit Nagy                 | Ungheria       | 2h38:43 |      |
| 37        | Erika Olivera              | Cile           | 2h39:06 |      |
| 38        | Yvonne Danson              | Singapore      | 2h39:18 |      |
| 39        | Márcia Narloch             | Brasile        | 2h39:33 |      |
| 40        | Stefanija Statkuvienė      | Lituania       | 2h39:51 |      |
| 41        | Anne van Schuppen          | Paesi Bassi    | 2h40:46 |      |
| 42        | Maria Polyzou              | Grecia         | 2h41:33 |      |
| 43        | Guadaloupe Loma            | Messico        | 2h41:56 |      |
| 44        | Anuța Cătună               | Romania        | 2h42:01 |      |
| 45        | Karen MacLeod              | Regno Unito    | 2h42:08 |      |
| 46        | Lorraine Moller            | Nuova Zelanda  | 2h42:21 |      |
| 47        | Albertina Machado          | Portogallo     | 2h43:44 |      |
| 48        | Anita Håkenstad            | Norvegia       | 2h43:58 |      |
| 49        | Ana Isabel Alonso          | Spagna         | 2h44:12 |      |
| 50        | Natalya Galushko           | Bielorussia    | 2h44:21 |      |
| 51        | Adriana Fernández          | Messico        | 2h44:23 |      |
| 52        | May Allison                | Canada         | 2h44:38 |      |
| 53        | Helena Javornik            | Slovenia       | 2h46:58 |      |
| 54        | Marilú Salazar             | Perù           | 2h48:58 |      |
| 55        | Suzana Ćirić               | Jugoslavia     | 2h49:30 |      |
| 56        | Nadia Prasad               | Francia        | 2h50:05 |      |
| 57        | Suzanne Malaxos            | Australia      | 2h50:46 |      |
| 58        | Suzanne Rigg               | Regno Unito    | 2h52:09 |      |
| 59        | Elizabeth Mongudhi         | Namibia        | 2h56:19 |      |
| 60        | Solange de Souza           | Brasile        | 2h56:23 |      |
| 61        | Gulsara Dadabayeva         | Tagikistan     | 3h09:08 |      |
| 62        | Bimala Ranamagar           | Nepal          | 3h16:19 |      |
| 63        | Erkhemsaikhany Davaajargal | Mongolia       | 3h19:06 |      |
| 64        | Sirivanh Khetavong         | Laos           | 3h25:16 |      |
| 65        | Marie Benito               | Guam           | 3h27:28 |      |
| —         | Madina Biktagirova         | Bielorussia    | Rit.    |      |
| —         | Joyce Chepchumba           | Kenya          | Rit.    |      |
| —         | Salina Chirchir            | Kenya          | Rit.    |      |
| —         | Maria Curatolo             | Italia         | Rit.    |      |
| —         | Carmem de Oliveira         | Brasile        | Rit.    |      |
| —         | Carol Galea                | Malta          | Rit.    |      |
| —         | Kamila Gradus              | Polonia        | Rit.    |      |
| —         | Gang Sun-deok              | Corea del Sud  | Rit.    |      |
| —         | Gitte Karlshøj             | Danimarca      | Rit.    |      |
| —         | Lyubov Klochko             | Ucraina        | Rit.    |      |
| —         | Lee Mi-gyeong              | Corea del Sud  | Rit.    |      |
| —         | Kirsi Rauta                | Finlandia      | Rit.    |      |
| —         | Elana Meyer                | Sudafrica      | Rit.    |      |
| —         | Lisa Ondieki               | Australia      | Rit.    |      |
| —         | Uta Pippig                 | Germania       | Rit.    |      |
| —         | Cristina Pomacu            | Romania        | Rit.    |      |
| —         | Jane Salumäe               | Estonia        | Rit.    |      |
| —         | Jenny Spangler             | Stati Uniti    | Rit.    |      |
| —         | Martha Tenorio             | Ecuador        | Rit.    |      |
| —         | Maura Viceconte            | Italia         | Rit.    |      |
| —         | Alla Zhilyaeva             | Russia         | Rit.    |      |